# Trematocephalus tripunctatus
Trematocephalus tripunctatus Simon, 1894 è un ragno appartenente alla famiglia Linyphiidae.

## Distribuzione
La specie è stata rinvenuta nello Sri Lanka

## Tassonomia
Al 2013 non sono note sottospecie e dal 1894 non sono stati esaminati nuovi esemplari.